# Longos Vales
Longos Vales ist eine Gemeinde (Freguesia) im nordportugiesischen Kreis Monção.

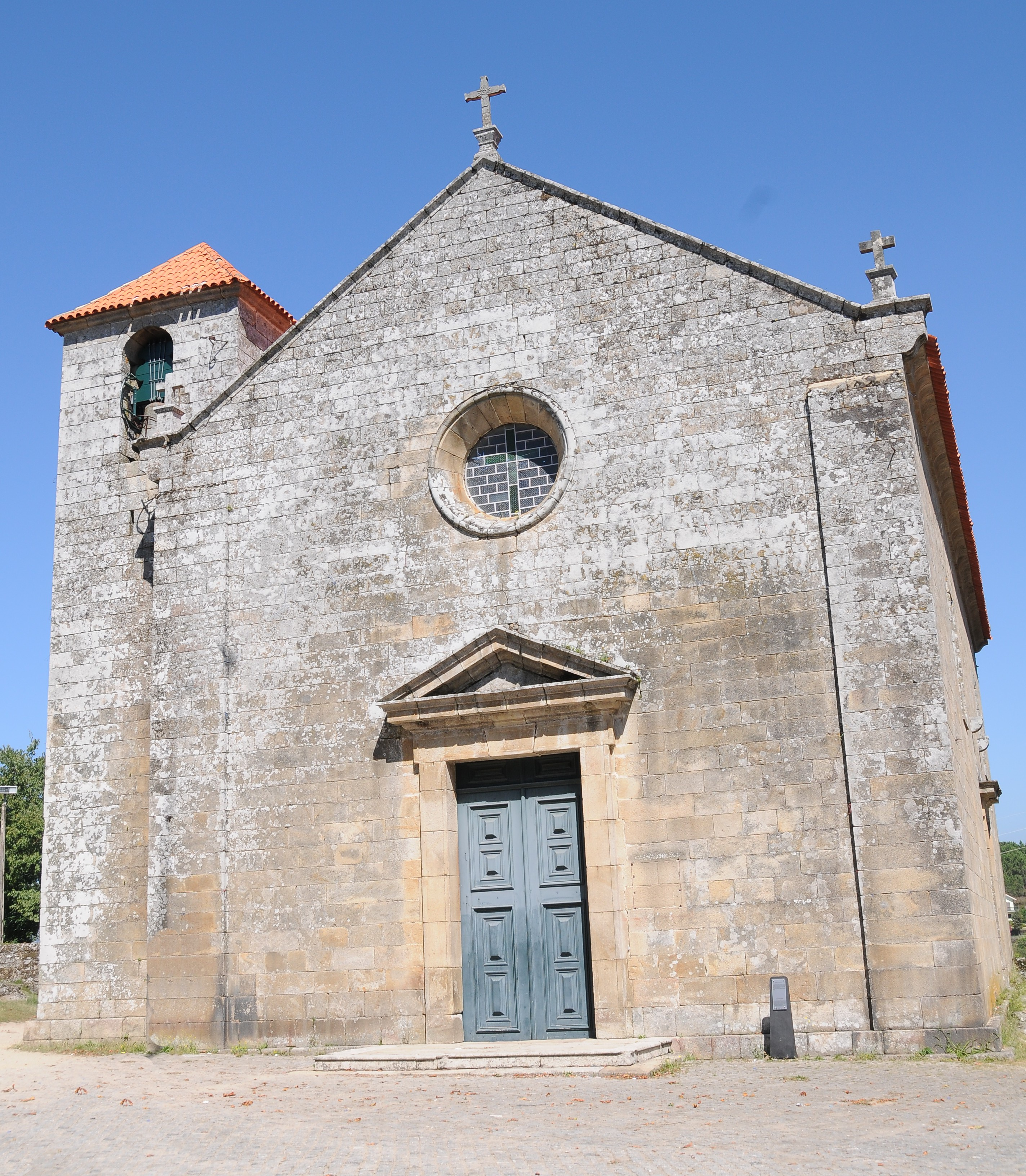
Kirche von Longos Vales

 In ihr leben 863 Einwohner (Stand 19. April 2021).

## Bauwerke
- Castro de São Caetano
- Kirche von Longos Vales
- Capela de São Caetano

## Söhne und Töchter
- Antonino Eugénio Fernandes Dias (* 1948), katholischer Bischof